# John Medlen
John Medlen (ur. 29 maja 1967 r. w Pittsburghu w stanie Pensylwania) – amerykański aktor filmowy i teatralny.
Widzowie znają go przede wszystkim z roli Ermaca w sequelu Mortal Kombat 2: Unicestwienie z 1997 roku.